# 诺亚·黑格
诺亚·黑格（德語：Noah Hegge，1999年3月15日—），德国男子皮划艇运动员，2022年世界皮划艇激流锦标赛男子单人皮艇团体金牌得主、2024年夏季奥林匹克运动会男子单人极限皮艇铜牌得主。